# Autoserica muscula
Autoserica muscula är en skalbaggsart som beskrevs av Frey 1972. Autoserica muscula ingår i släktet Autoserica och familjen Melolonthidae. Inga underarter finns listade.